# Damiano Marzotto Caotorta
Mons. Damiano Marzotto Caotorta (* 7. ledna 1944, Fiesole) je italský římskokatolický kněz a bývalý podsekretář Kongregace pro nauku víry.

## Život
Narodil se 7. ledna 1944 ve Fiesole. Na kněze byl vysvěcen 28. června 1967 a byl inkardinován do arcidiecéze Miláno. Od 1. října 1982 začal pracovat v
Kongregaci pro nauku víry. Dne 11. prosince 1987 mu papež Jan Pavel II. udělil titul Kaplana Jeho Svatosti a 10. července 1999 titul Preláta Jeho Svatosti.
Dne 12. prosince 2003 byl jmenován do služby v úřadu Kongregace pro nauku víry a 20. června 2009 jej papež Benedikt XVI. jmenoval podsekretářem této kongregace. Tím byl do roku 2015.